# محوطه اگریجه بابارار
محوطه اگریجه بابارار مربوط به دوران‌های تاریخی پس از اسلام است و در شهرستان دیواندره، بخش مرکزی، روستای بابارار واقع شده و این اثر در تاریخ ۲۴ فروردین ۱۳۸۲ با شمارهٔ ثبت ۸۰۲۶ به‌عنوان یکی از آثار ملی ایران به ثبت رسیده است.